# Весь Петербург
«Весь Петербу́рг» — адресная и справочная книга Санкт-Петербурга, издававшаяся ежегодно с 1894 по 1917 год А. С. Сувориным (с 1915 по 1917 год именовалась «Весь Петроград»).

## История
В XIX веке выходили отдельные адресные и справочные издания, посвящённые Санкт-Петербургу, под другими наименованиями. Редактором первого выпуска 1894 года являлся Н. И. Игнатов. С 1904 по 1916 год редактором издания был А. П. Шашковский.
Справочник содержал четыре (до 1895 три, без списка улиц) основных раздела (нумерованные с 1895 года; с 1896 — с добавлением «отдел»):
- Отдел I. Установления центрального и местного управлений с подведомственными им учреждениями.
- Отдел II. Промышленные и торговые предприятия города.
- Отдел III. Алфавитный указатель жителей столицы (фамилии, сокращённо имена и отчества, адреса, номера телефонов, чины, звания, места службы, род деятельности, домовладения).
с 1895 года добавлены Царское Село и Павловск
с 1896 года добавлена Гатчина
с 1897 года добавлен Кронштадт
с 1898 года добавлен Петергоф
с 1913 года добавлены Красное Село и Ораниенбаум
с 1914 года добавлено Колпино
с 1917 года добавлен Сестрорецк
- Отдел IV. Алфавитный список улиц города и его пригородов (с 1895 года).
Александровский участок (с 1904 года)
Лесной участок (в 1895—1907 пригород, с 1908 в составе города отдельным разделом после общего списка улиц)
Новодеревенский участок (с 1908 в составе города отдельным разделом после общего списка улиц)
Охтенский участок (с 1896 по 1907 пригород, с 1908 в составе города отдельным разделом после общего списка улиц)
Петергофский участок
Полюстровский участок
Шлиссельбургский участок

с распределением пригородных полицейских участков на мировые участки.
В 1913—1914 годах справочник публиковал планы городских кладбищ, а с 1915 года стал публиковать алфавитный указатель исторических могил на кладбищах Петрограда и окрестностей.
Начиная с 1910 года в разделе «Приложение» справочника появился раздел «Городской трамвай» (трамвайное движение на электрической тяге было открыто в столице только в 1907 году). В этом разделе для каждого маршрута указывались время работы, конечные пункты, пути следования, тарифные зоны, размер оплаты сквозного проезда и пересадочных билетов. Помимо трамваев на электрической тяге, справочник также давал сведения о маршрутах городского рельсового транспорта на конной (городская конка) и паровой тяге (Невская пригородная линия от Знаменской площади в рабочие предместья Шлиссельбургского участка на левом берегу Невы вплоть до деревни Мурзинки).
После революции с 1922 года в городе издавались аналогичные справочники под различными наименованиями.